# Грабитель (фильм, 2010)
«Грабитель» (нем. Der Räuber) — кинофильм режиссёра Беньямина Гейзенберга, вышедший на экраны в 2010 году. Лента основана на романе Мартина Принца и биографии Йоханна Кастенбергера (Johann Kastenberger).

## Сюжет
Йоханн Реттенбергер выходит из тюрьмы после шестилетнего заключения за попытку ограбления банка. Весь срок он усиленно тренировался и теперь стал прекрасным бегуном. Он начинает участвовать в соревнованиях и, будучи никому не известным любителем, выигрывает Венский марафон. Однако спорт — не единственный объект приложения его таланта бегуна. Свою подготовку Йоханн использует для стремительных налётов на банки, которые он совершает в резиновой маске.

## В ролях
- Андреас Луст — Йоханн Реттенбергер
- Франциска Вайс — Эрика
- Флориан Вотруба — Маркус Креши
- Йоханн Беднар — комиссар Лукас
- Маркус Шляйнцер
- Петер Вильнай — старик
- Макс Эдельбахер — комиссар Зейдль

## Награды и номинации
- 2010 — участие в основном конкурсе Берлинского кинофестиваля.
- 2010 — номинация на премию Deutscher Filmpreis за лучшую операторскую работу (Райнхольд Воршнайдер).
- 2010 — приз за лучший сценарий на Хихонском кинофестивале (Беньямин Гейзенберг, Мартин Принц).